# Karamalmens skola
Karamalmens skola är en svenskspråkig skola i Karamalmen i Esbo i Finland. Skolan erbjuder undervisning för årskurserna 1-6 och hade 203 elever läsåret 2020-2021. Skolbyggnaden planerades av arkitekt Hilding Ekelund och byggdes 1954. Byggnaden renoverades 2010-2011. I skolans utrymmen finns även en förskola. Tidigare fungerade skolan under namnet Kilo-Gröndal folkskola.